# Grand Rivers
Grand Rivers – miasto w Stanach Zjednoczonych, w stanie Kentucky, w hrabstwie Livingston.